# Grand Prix automobile de Pescara 1935
Le Grand Prix automobile de Pescara 1935 (XI° Coppa Acerbo) est un Grand Prix qui s'est tenu sur le circuit de Pescara le 15 août 1935. La course était également ouverte aux voiturettes, s'élançant après les monoplaces de Grand Prix et bénéficiant d'un classement spécial (Coppa Acerbo Junior).

## Classement de la course
| Pos. | no | Pilote                             | Écurie                    | Châssis            | Tours | Temps/Abandon     | Grille |
| ---- | -- | ---------------------------------- | ------------------------- | ------------------ | ----- | ----------------- | ------ |
| 1    | 39 | Achille Varzi                      | Auto Union AG             | Auto Union Type B  | 20    | 3 h 43 min 45 s 4 | 2      |
| 2    | 30 | Bernd Rosemeyer                    | Auto Union AG             | Auto Union Type B  | 20    | + 3 min 21 s 6    | 9      |
| 3    | 45 | Antonio Brivio                     | Scuderia Ferrari          | Alfa Romeo Tipo B  | 20    | + 9 min 34 s 6    | 5      |
| 4    | 36 | Gianfranco Comotti                 | Scuderia Ferrari          | Alfa Romeo Tipo B  | 19    | + 1 tour          | 6      |
| 5    | 34 | Mario Tadini                       | Scuderia Ferrari          | Alfa Romeo Tipo B  | 19    | + 1 tour          | 4      |
| 6    | 23 | Louis Chiron Carlo Maria Pintacuda | Scuderia Ferrari          | Alfa Romeo Tipo B  | 18    | + 2 tours         | 1      |
| Abd. | 43 | Tazio Nuvolari                     | Scuderia Ferrari          | Alfa Romeo Tipo B  | 13    | Vanne             | 3      |
| Abd. | 40 | Piero Dusio                        | Scuderia Subalpina        | Maserati 8CM       | 3     | Piston            | 7      |
| Abd. | 33 | Luigi Soffietti                    | Privé                     | Maserati 8CM       | 3     | Moteur            | 8      |
| Abd. | 41 | Carlo Maria Pintacuda              | Scuderia Ferrari          | Alfa Romeo Tipo B  | 1     | Moteur            | 10     |
| Np.  | 37 | Hans Stuck                         | Auto Union AG             | Auto Union Type B  |       | Cylindre          |        |
| Np.  | 31 | Philippe Étancelin                 | Officine Alfieri Maserati | Maserati Tipo V8RI |       | Moteur            |        |
| Np.  | 35 | Goffredo Zehender                  | Scuderia Subalpina        | Maserati 8CM       |       |                   |        |
| Np.  | 38 | Rene Brooke                        | Privé                     | Bugatti Type 51    |       |                   |        |
| Np.  | 42 | « Raph »                           | Privé                     | Alfa Romeo Tipo B  |       |                   |        |
| Np.  | 44 | Francis Curzon                     | Privé                     | Bugatti Type 59    |       |                   |        |

## Pole position et record du tour
- Pole position :  Louis Chiron (Alfa Romeo) par tirage au sort.
- Meilleur tour en course :  Achille Varzi (Auto Union) en 10 min 35 s 1 (146,27 km/h).

## Tours en tête
- Tazio Nuvolari : 2 tours (1-2)
- Achille Varzi : 18 tours (3-20)